# Petershausen (Konstanz)
Petershausen ist der direkt nördlich und rechts des Seerheins gelegene Stadtteil von Konstanz. Seinen Namen erhielt der Stadtteil nach dem gleichnamigen Kloster Domus Petri, woraus später Petrihusa wurde.

## Geschichte

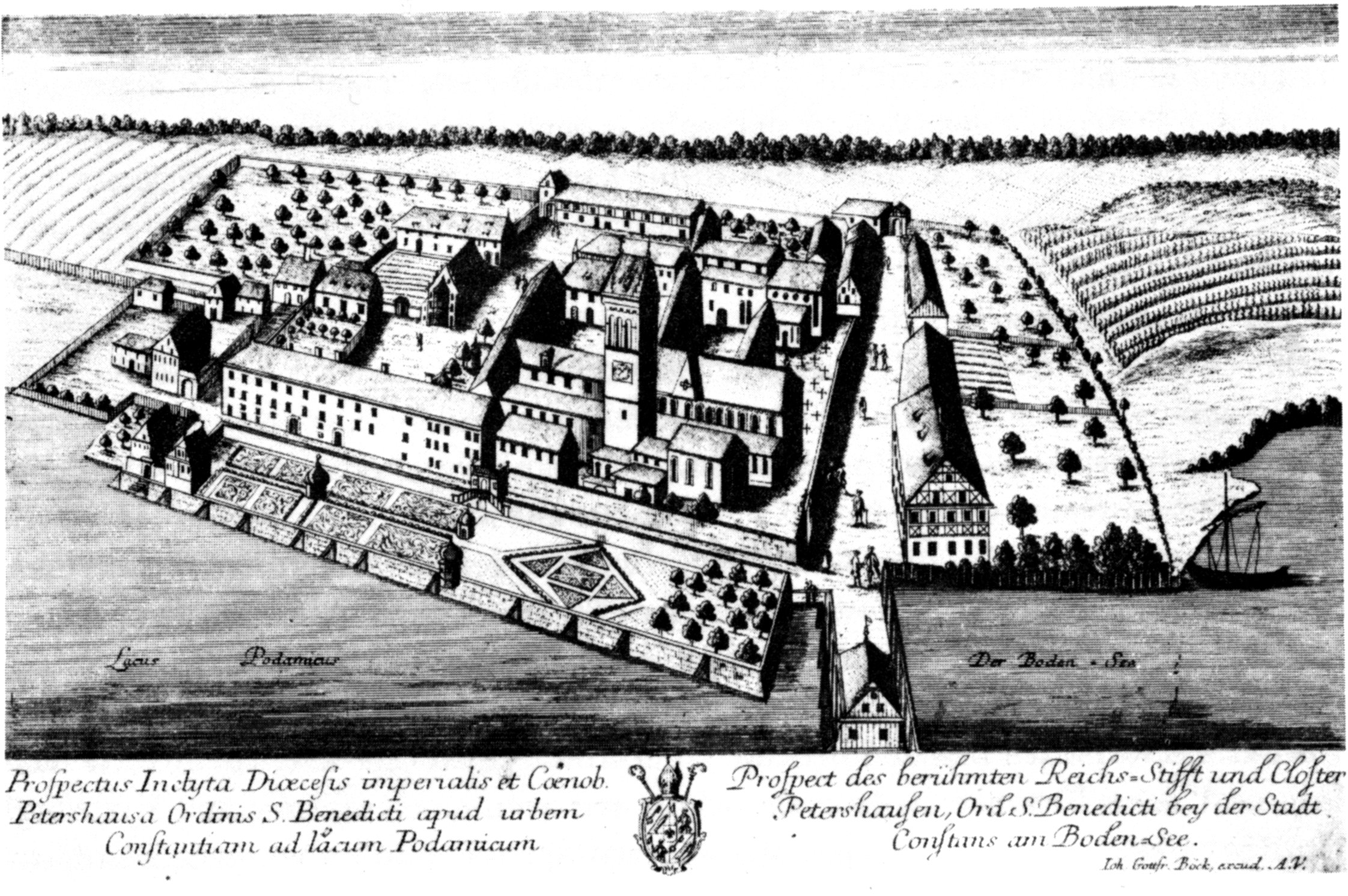
Kloster Petershausen mit Wohngebäuden des Oberdorfs rechts der Brücke und des Unterdorfs links der Klostergärten

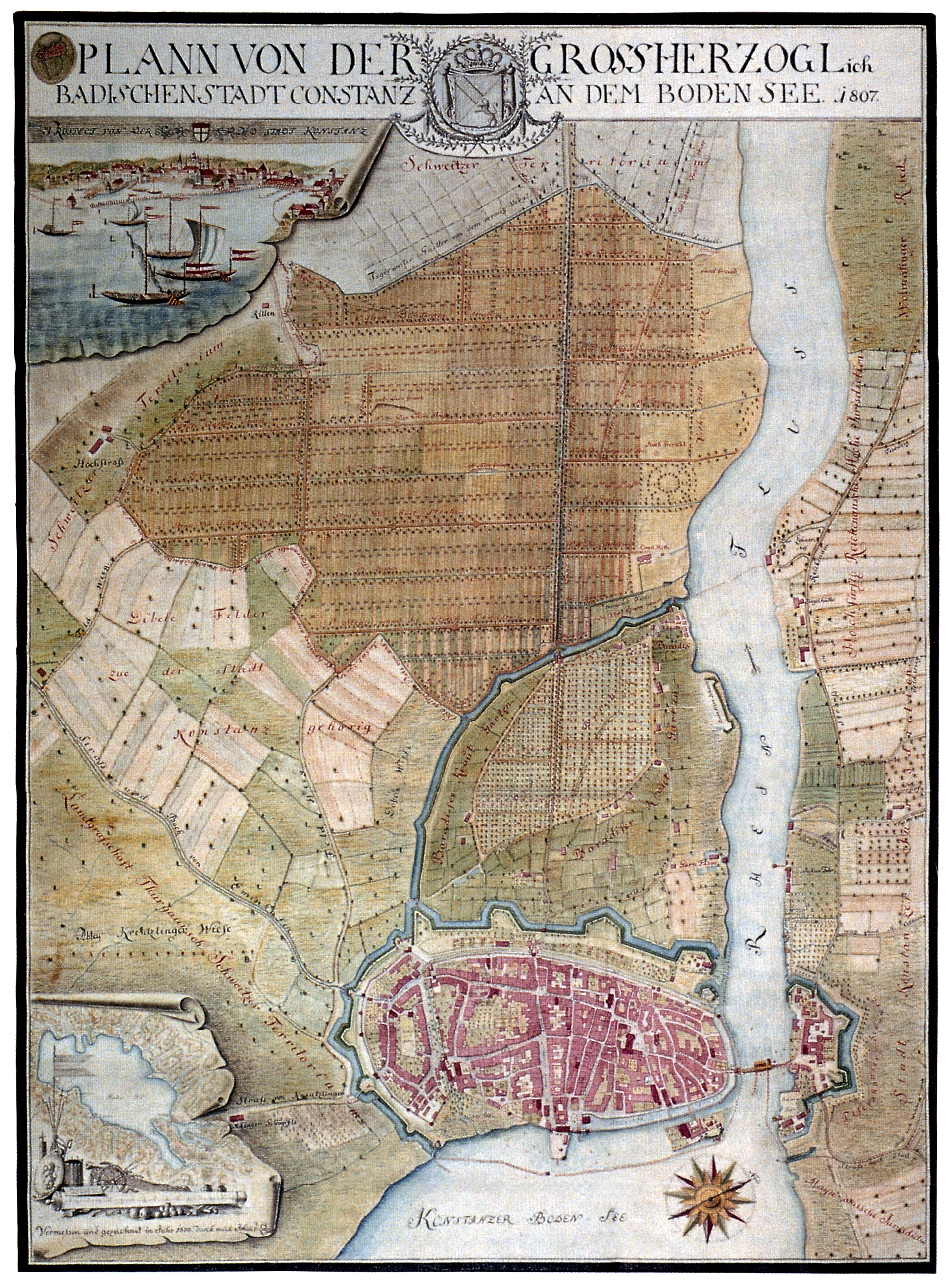
Plan von Konstanz mit Petershausen, 1807

An dieser Stelle existierte eine römische Siedlung, die im 3. Jahrhundert verlassen wurde. Später kam das Gelände in den Besitz des Klosters Reichenau. Erst mit der Gründung des Klosters Petershausen durch den Konstanzer Bischof Gebhard um das Jahr 983 kam es wieder zu einer Ansiedlung, aus der ein Doppeldorf entstand: östlich des Klosters das Oberdorf, das nach einem dortigen Gasthof „Zum Sternen“ auch als Sternenviertel benannt wurde, und südwestlich des Klosters an der Straße nach Reichenau das Unterdorf, in dem Bedienstete des Klosters wohnten. Die Dörfer entwickelten sich relativ selbständig, kamen aber immer mehr unter den Einfluss der Stadt Konstanz und wurden um das Jahr 1600 zur Konstanzer Vorstadt Petershausen.

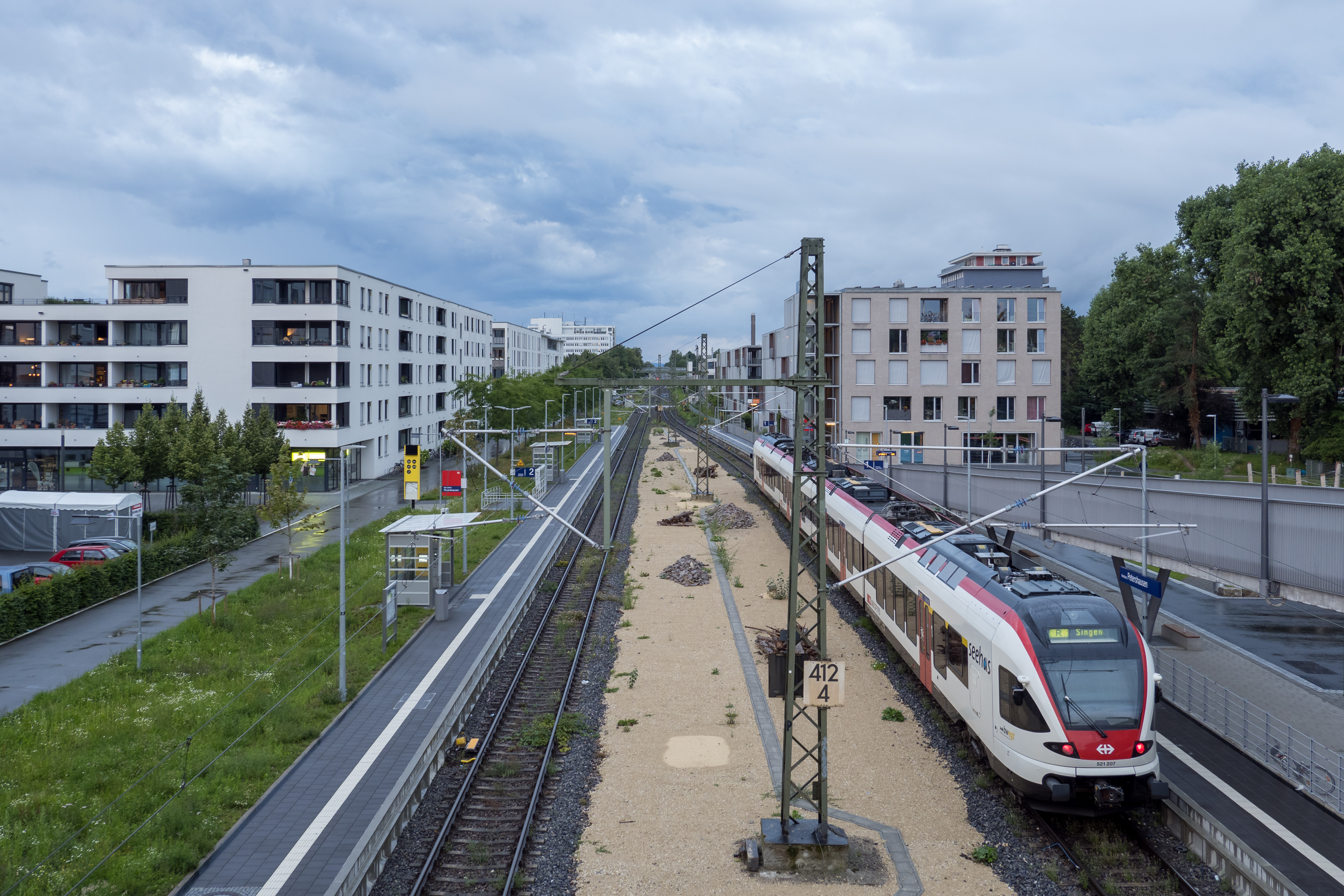
Station Petershausen

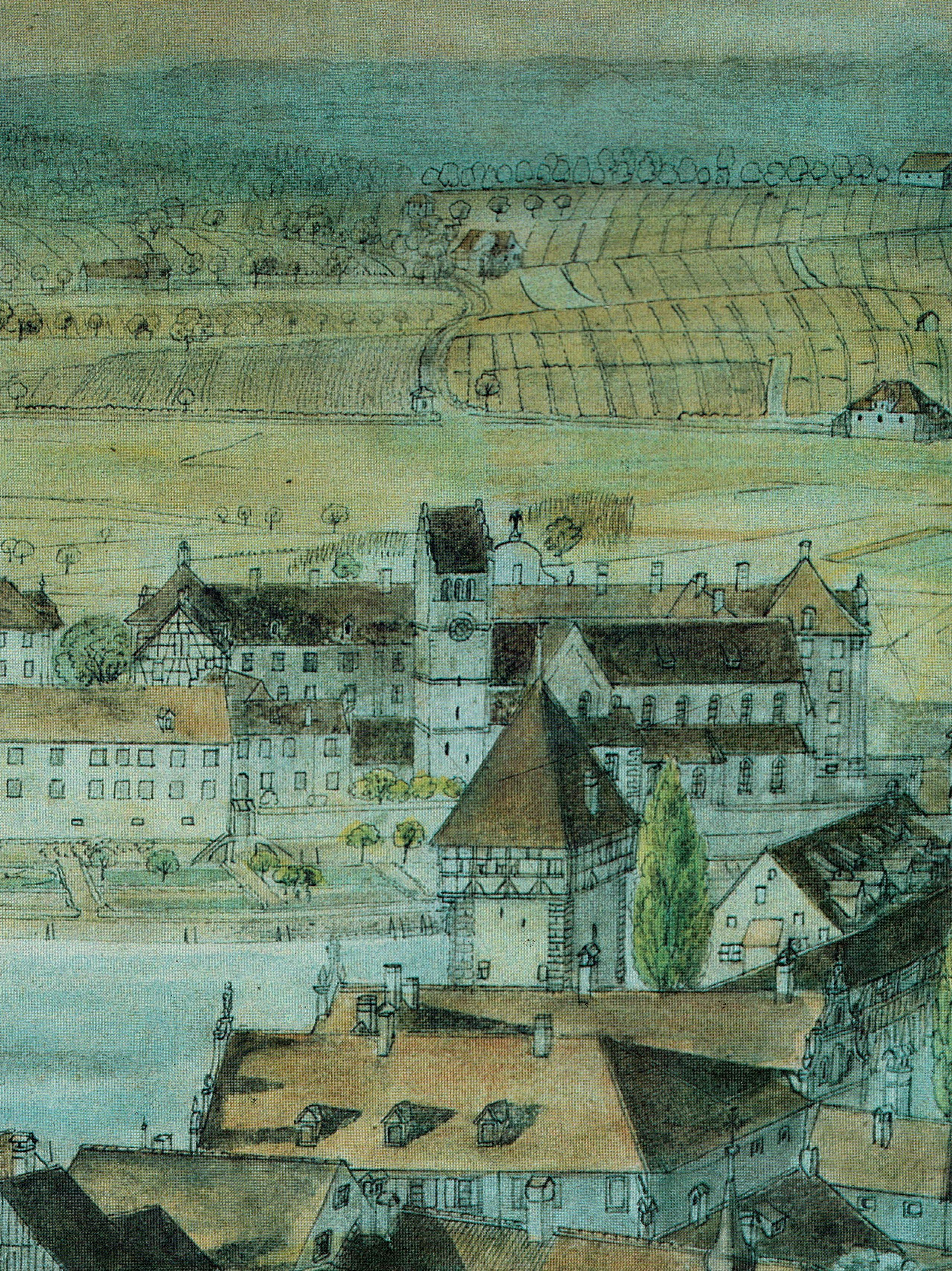
Petershausen von Süden. Ausschnitt aus dem Stadtpanorama im Rosgartenmuseum Konstanz, um 1830

Die Entwicklung von Petershausen blieb zunächst beschaulich. Durch die Säkularisation des Klosters 1802 und den anschließenden teilweisen Verfall der Klostergebäude verlor Petershausen einen wichtigen Entwicklungsmotor. Die verbliebenen nutzbaren Gebäude des Klosters wurden als Militärhospital genutzt und ab 1850 zur Kaserne ausgebaut. Die Ansiedlung des Militärs und ab 1863 der Anschluss an die Badische Staatsbahn sorgten dann wieder für einen Aufschwung für Konstanz insgesamt und Petershausen speziell. Da die Stadt Konstanz nach Süden hin durch die Grenze zur Schweiz begrenzt war, wirkte sich der Anstieg der Einwohnerzahl vor allem im Wachstum von Petershausen aus, das sich rund um das ehemalige Kloster ausbreitete. Entlang des Bodenseeufers östlich des Sternenviertels und nach Norden an der Straße nach Wollmatingen entstanden Promenaden und Villenviertel. 1912 erhielt Petershausen eine eigene Volksschule, die heutige Theodor-Heuss-Realschule. Der für 1913 geplante Kirchenneubau (St. Gebhardskirche) verzögerte sich und konnte durch den Ersten Weltkrieg und die Inflation bedingt erst 17 Jahre später geweiht werden. Schule, Kirche und Pfarrhaus bildeten das neue Zentrum des Stadtteils Petershausen. Zwischen 1914 und 1917 wurde eine weitere Kaserne, die Jägerkaserne, im Stadtteil errichtet.
Das Sternenviertel bestand bis zum Ausbau der Rheinbrücke 1936–1938. Für die mehrspurige Straßenführung und die Bahnunterführung Richtung Staad wurde das gesamte Viertel abgerissen. Der Name des Verkehrsknotenpunkts „Sternenplatz“ erinnert noch heute an das ehemalige Dorf.